# Sergeant Seymour: Robotcop
Sergeant Seymour: Robotcop (leggibile anche Robot Cop sulle copertine) è un videogioco pubblicato nel 1992 per Amstrad CPC, Commodore 64 e ZX Spectrum dalla Codemasters. È il quarto titolo della serie di Seymour, ma a differenza degli altri il gioco non è a piattaforme e ha una visuale dall'alto. Prima di uscire come titolo autonomo a basso costo venne pubblicato nella raccolta Superstar Seymour, comprendente tutti i cinque giochi della serie. In Sergeant Seymour il protagonista è sempre la creaturina tondeggiante Seymour, che stavolta in seguito a un incidente è stato ricostruito con arti bionici e fa la parte di un superpoliziotto, parodia di L'uomo da sei milioni di dollari o RoboCop.

## Modalità di gioco
Il gioco è costituito da una serie di livelli, ciascuno un semplice labirinto con visuale dall'alto a schermo fisso. In ogni livello sono presenti nemici dall'aspetto cartonesco, sotto forma di un grosso capo immobile e di molti piccoli sgherri mobili (nei primi livelli sono un pupazzo di neve con una squadra di palle di neve e pinguini). L'obiettivo è eliminare tutti gli sgherri, dopodiché il capo, che altrimenti è indistruttibile, viene automaticamente sconfitto; tuttavia il capo riproduce continuamente nuovi sgherri e bisogna fare in modo che sullo schermo non ce ne sia più nessuno.
Seymour è dotato di un braccio estensibile e può proiettare la sua mano, in orizzontale o verticale, a distanza tanto maggiore quanto più si tiene premuto il pulsante. Se afferra uno sgherro lo tira a sé e poi lo scaglia lontano, eliminandolo così quando sbatte contro una parete o un altro nemico. Se colpisce un altro nemico, questo viene temporaneamente stordito e si può eliminare passandogli sopra o toccandolo con la mano. Si perde una vita in caso di contatto con un nemico attivo, e alcuni possono anche lanciare oggetti che stordiscono momentaneamente Seymour. Più avanti ci sono anche nemici che fingono di essere storditi.
Diversi bonus compaiono casualmente o rilasciati dagli sgherri eliminati e si raccolgono passandoci sopra con Seymour o con la mano. Molti aumentano solo il punteggio, ma ci sono anche power-up, ad esempio un lampeggiante che protegge da un attacco, o un lancia-manette con potenza regolabile tenendo premuto il pulsante. Raccogliendo tutte le lettere della scritta ROBOTCOP si accede a un livello bonus senza nemici. Dalle bombe a orologeria bisogna invece stare lontani quando esplodono.
Ci sono in tutto 50 livelli suddivisi in cinque zone tematiche da 10: i ghiacci, la città, il fondo marino, l'antico Egitto e il futuro.